# Barrage de Buyo
Pour les articles homonymes, voir Buyo.
Le barrage de Buyo est un barrage hydroélectrique situé en Côte d'Ivoire, sur le fleuve Sassandra.
Il porte le nom du village de Buyo, situé dans la sous-préfecture de Buyo. Il a été construit au confluent du fleuve Sassandra et de l’un de ses principaux affluents, le N'zo.

## Historique
Sa construction fut décidée dans le cadre de l’Autorité pour l’Aménagement de la Région du Sud-Ouest (ARSO), qui était un programme d’aménagement et de développement du Sud-Ouest de la Côte d’Ivoire, de 1969 à 1980.
Les plans, l'ingénierie et la construction furent confiés aux constructeurs Razel (à présent filiale Groupe Fayat) et Chantiers Modernes (à présent filiale de Vinci) à partir de 1976.
Malgré le faible taux de population de la vallée nord du fleuve Sassandra avant 1980, la construction du barrage aurait fait déplacer plus de 22 000 personnes.
Économiquement, le barrage participa à la politique d'indépendance énergétique de la Côte d'Ivoire, à l'heure où le pays développait encore ses infrastructures de base.

## Caractéristiques
Le barrage de Buyo est un barrage poids, construit en remblai et enrochement.
Il a une capacité de 165 MW.

## Impact sociologique
La mise en place des populations autour de Buyo était déjà achevée avant les années 1970. Les deux communautés ethniques principales étaient les Kouzié et les Bété. 
À partir de 1972, commence la vague de métissage à la faveur d'une intense immigration suscitée par la mise en valeur de la région, dont le barrage fait partie. Le milieu s’enrichit des groupes ethniques Akan, Krou, Mandé Nord et Sud et des Voltaïques, venus de tout le pays. 
Des Burkinabés, des Maliens, des Béninois, des Guinéens et des Ghanéens rejoignent aussi ces populations. 
Les enquêtes de terrain montrent que dans l’ensemble ces communautés finissent par se sédentariser dans la sous-préfecture de Buyo, grossissant des campements et villages alentour.
L’opération de réinstallation des familles sinistrées, menée par l’ARSO a duré dix semaines. Les « mesures correctives » ont consisté en une prime de réinstallation, une assistance financière et une assistance  alimentaire  et  sanitaire au  profit  des  populations  déguerpies, grâce à l’apport de l’Organisation Mondiale de la Santé et du Programme des Nations unies pour le Développement. 
La pêche artisanale s'est grandement développée à la suite de la création du lac artificiel et représente à présent l'activité économique principale sur ses abords; avec des activités annexes de fumage et de séchage des différentes espèces de poisson, presque toutes comestibles.

## Écosystème
La création du lac a grandement modifié la faune et la flore locales. Ainsi des espèces piscicoles s'y sont développées, tandis que la flore de vallée a disparu sous l'eau. Aucune action n’a été menée en faveur du milieu naturel depuis la création du projet du barrage.
On trouve dans le lac et à ses abords notamment : 
- Poissons : des Mormyridés (poissons éléphants, poissons électriques), les Notoptéridés (poissons-couteaux), le Malapterurus electricus (poisson-chat électrique), des Mastacembelidés (anguilles épineuses), des Cyprinidés (plusieurs espèces du genre Barbus), des Anabantidés (Ctenopoma), plusieurs familles de poissons-chats (Clariidés, Mochokidés Synodontis, etc.) et plusieurs genres de Cichlidés (Hemichromis, Oreochromis, « tilapias »)
- Oiseaux notables sur et autour du lac : Anserelle naine (Nettapus auritus), Milan noir (Milvus migrans), Héron cendré (Ardea cinerea), Gymnogène d'Afrique (Polyboroides typus)
- Les singes Cercopithecus nictitans sont aussi visibles depuis le lac[4]